# Boguszyniec (województwo wielkopolskie)
Boguszyniec – wieś w Polsce położona w województwie wielkopolskim, w powiecie kolskim, w gminie Grzegorzew.
Boguszyna Woda (Boguszyniec) była wsią arcybiskupstwa gnieźnieńskiego w powiecie łęczyckim województwa łęczyckiego w końcu XVI wieku.
W latach 1954–1958 wieś należała i była siedzibą władz gromady Boguszyniec, po jej zniesieniu w gromadzie Grzegorzew. W latach 1975–1998 miejscowość administracyjnie należała do województwa konińskiego.